# Коннорс, Лорен
Лорен Коннорс (англ. Loren Connors, известен также как Лорен Маццакане Коннорс, Лорен Маттей и Guitar Roberts, род. 1949) — американский экспериментальный блюзовый гитарист, поэт. Выпустил более 50 альбомов, преимущественно состоящих из минималистичных атмосферных импровизаций на акустической или электрической гитаре. Сотрудничал с такими музыкантами, как Джим О'Рурк, Тёрстон Мур, Джон Фэи, Кейдзи Хайно, Jandek, Шон Маршалл и другими. В 1990-x был фронтменом блюз-роковой группы Haunted House.
Практикуется также как поэт. Сборник его хайку под заглавием Autumn Sun («Осеннее солнце») был издан в 2000-x Тёрстоном Муром и Байроном Коули. До этого он публиковался в поэтических журналах, таких как официальное издание Сообщества поэтов хайку Америки (Haiku Society of America).
В 1992 году ему диагностировали болезнь Паркинсона, но, несмотря на это, он продолжает выступать на публике и записывать музыку.

## Избранная дискография
- Two Nice Catholic Boys (Family Vineyard 2009), с Джимом О’Рурком
- Sails (Table of the Elements 2006), с Джоном Фэи
- Night Through: Singles and collected works 1976—2004 (Family Vineyard 2006) (с Робертом Кротти, Сьюзен Лэнгилл и Haunted House)
- Departing of a Dream Volumes 1,2 and 3 (Family Vineyard, early 2000s)
- Suzanne Langille, Loren MazzaCane Connors, Andrew Burnes and David Daniell (Secretly Canadian 1999)
- Airs (Road Cone 1999)
- Hoffman Estates (Drag City 1998), c Аланом Лихтом, Джимом О’Рурком и другими
- Evangeline (Road Cone 1998)
- MMMR, 1998 (с Ли Ранальдо, Тёрстоном Муром, Жан-Марком Монтера)
- In Bern (Hat Hut 1997), с Джимом О’Рурком
- Ninth Avenue (Black Label 1995)
- Moonyean (Road Cone 1994)
- Hell’s Kitchen Park (Black Label 1993), с Сьюзен Лэнгилл
- Rooms (St. Joan 1990), с Сьюзен Лэнгилл
- Blues: The Dark Paintings of Mark Rothko (St. Joan 1990)
- In Pittsburgh (St. Joan 1989; Dexter’s Cigar 1996), с Сьюзен Лэнгилл
- Moonlight (St. Joan 1984), with Kath Bloom (to be re-released on Chapter Music 2009)
- Restless, Faithful, Desperate (St. Joan 1983), with Kath Bloom (re-released on Chapter Music 2009)
- Solo Acoustic Guitar Improvisations Vol. 1-9 1979—1980 (Daggett Records series, re-released on Ecstatic Peace/Father Yod 1999)